# Kenny Barron

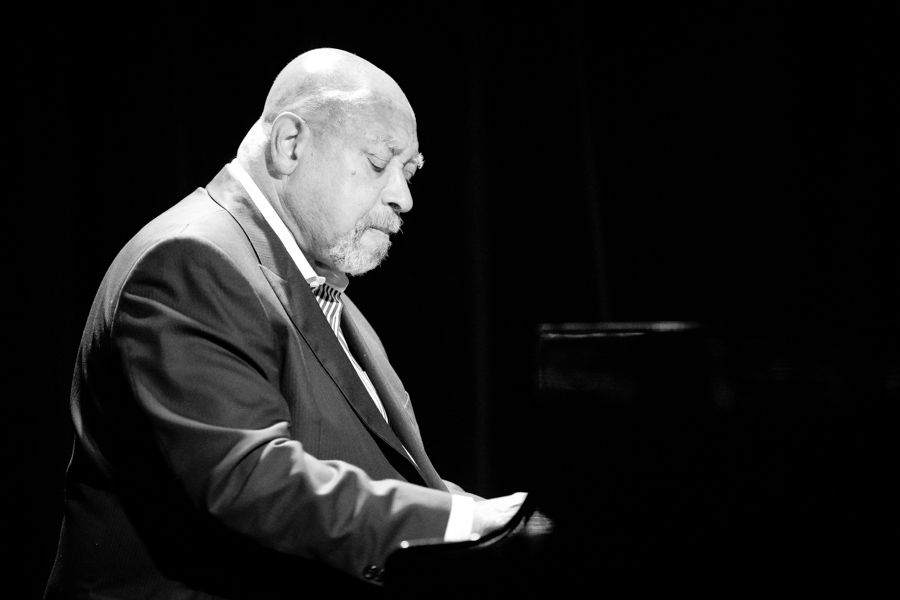
Kenny Barron, 2018

Kenny Barron (* 9. Juni 1943 in Philadelphia, Pennsylvania) ist ein US-amerikanischer Jazz-Pianist und Komponist.

## Leben und Wirken
Seine professionelle Karriere begann 1957 in der Band von Mel Melvin, in der ebenfalls sein Bruder Bill spielte. Vor seinem Umzug nach New York 1959, noch in der Highschool spielte er zunächst mit Philly Joe Jones, dann mit Yusef Lateef, James Moody und Lee Morgan. Lateef hatte – wie Barron selbst sagt – einen großen Einfluss auf seine Improvisationsweise. 1961 wurde er von Lou Donaldson engagiert, um zwei Jahre später zu Dizzy Gillespies Quintett zu wechseln, wo er Nachfolger von Lalo Schifrin wurde. Nach einer Europa-Tournee wechselte er zu Freddie Hubbard (On Fire: Live from the Blue Morocco) und spielte anschließend unter anderem mit Jimmy Owens, Joe Henderson, Esther Marrow, Milt Jackson, Stanley Turrentine und Stan Getz.
Danach stieg Barron 1970 wieder bei Yusef Lateef ein. 1973 entstand das Album Sunset to Dawn für Muse Records; 1981 formierte er die Gruppe Sphere mit Charlie Rouse (später ersetzt durch Gary Bartz).
Von 1973 bis 2000 unterrichtete Kenny Barron an der Rutgers University. Sein Bruder war der Tenorsaxophonist Bill Barron (1927–1989).

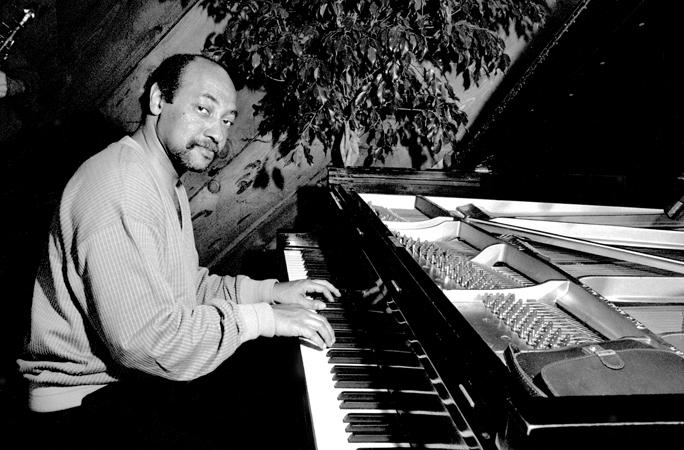
Kenny Barron, 1986

Seine Kompositionen wurden von vielen Musikern interpretiert; der Saxophonist Harvey Wainapel nahm ein ganzes Album mit Barron-Titeln auf („Ambrosia“).
Der swingende, im perkussiven wie gebundenen Phrasieren gleichermaßen versierte Allroundpianist wird von vielen Solisten, vor allem von Sängerinnen, als idealer Begleiter geschätzt. Bei vielen Aufnahmen als Sideman ist er die entscheidende treibende Kraft. Er improvisiert abwechslungsreich und einfallsreich. 
Im Interview erzählt er, dass er mit zunehmendem Alter experimentierfreudiger werde, musikalisch mehr wage und sich aus gewohnter musikalischer Sicherheit herausbegebe.

## Preise und Auszeichnungen
Barron war 13-mal für den Grammy nominiert, unter anderem für People Time (mit Stan Getz), Sambao, Night and the City (mit Charlie Haden), Wanton Spirit (mit Charlie Haden und Roy Haynes) und Spirit Song. Er erhielt viermal in Folge die Auszeichnung als Bester Pianist von der Jazz Journalists Association.
2009 wurde Barron in die American Academy of Arts and Sciences gewählt. 2010 erhielt er die NEA Jazz Masters Fellowship. 2024 erhielt er zudem den Deutschen Jazzpreis in der Kategorie „Künstler des Jahres international.“

## Diskographische Hinweise
- Sunset to Dawn (Muse, 1973) mit Warren Smith, Bob Cranshaw, Freddie Waits
- Green Chimneys (Criss Cross, 1983) mit Buster Williams, Ben Riley
- Scratch (Enja, 1985) mit Dave Holland, Daniel Humair
- Rhythm-A-Ning (Candid, 1989) mit Walter Booker, Jimmy Cobb
- The Artistry of Kenny Barron (Wave, 1990) mit Peter Ind, Mark Taylor
- People Time (Emarcy, 1991) mit Stan Getz
- Other Places (Verve, 1993) mit Bobby Hutcherson, Rufus Reid, Victor Lewis, Mino Cinelu
- But Beautiful (Steeplechase, 2000) Duo mit Joe Locke
- Kenny Barron / Dave Holland Trio ft. Johnathan Blake: Without Deception (Dare2 Records, 2020; Bestenliste Preis der deutschen Schallplattenkritik)
- The Source (2022) solo
- Beyond This Place (2024)